# Station Vejle Sygehus
Station Vejle Sygehus is een spoorweghalte in de Deense plaats Vejle in de gelijknamige gemeente. De halte ligt aan de lijn Holstebro - Vejle. 
Vejle Sygehus ligt bij het ziekenhuis van Vejle (sygehus is het Deense woord voor 'ziekenhuis'). Iets verder naar het noorden lag tot 1970 de halte Vejle Nord.